# Anna Shackley
Anna Shackley (* 18. Mai 2001 in Milngavie) ist eine britische Radrennfahrerin aus Schottland, die auf Straße und Bahn aktiv ist.

## Sportlicher Werdegang
Anna Shackley begann mit dem Radsport im Alter von sechs Jahren und fuhr von diesem Alter an zahlreiche Rennen in allen Altersklassen. Ihr Verein waren die Glasgow Riderz. 2017 wurde sie in das Scottish Cycling Junior Development Programme aufgenommen und trainierte sowohl auf der Straße wie auch auf der Bahn. Sie erzielte gute Ergebnisse in der UK Junior Women's Road Race Series und wurde schottische Juniorenmeisterin im Straßenrennen. 2019 wurde sie 13. der Gesamtwertung der Tour of Scotland und belegte bei den Junioren-Weltmeisterschaften im Straßenrennen in Yorkshire Platz 12. Ende des Jahres 2019 wechselte sie nach Manchester in die Great Britain Cycling Team Senior Academy.  2020 wurde sie britische Meisterin der Elite im Punktefahren und in der Mannschaftsverfolgung.
Im Juli 2020 erhielt Anna Shackley, die von Emma Trott (Schwester von Laura Kenny) trainiert wird, einen Vertrag beim Team SD Worx ab 2021. Zwar hatte sie der Sportliche Leiter Danny Stam wegen der COVID-19-Pandemie kein einziges Mal hatte „live“ fahren sehen, zeigte sich aber von ihren digitalen Leistungsdaten beeindruckt. Im Juni 2021 wurde sie für die Olympischen Spiele in Tokio für Starts im Straßenrennen und im Einzelzeitfahren nominiert. Das Straßenrennen konnte sie nicht beenden, im Zeitfahren belegte sie Platz 18. Im Oktober 2021 wurde sie britische U23-Zeitfahrmeisterin. 2023 belegte sie bei den U23-Europameisterschaften im Straßenrennen Platz zwei  und bei den Weltmeisterschaften Platz drei.

## Ausbildung
Anna Shackley studiert Chemie an der University of St Andrews.

## Erfolge

### Bahn
2020
- Britische Meisterin – Punktefahren, Mannschaftsverfolgung (mit Ella Barnwell, Josie Knight, Jenny Holl und Anna Docherty)

### Straße
2021
- Britische Meisterin (U23) – Einzelzeitfahren

2023
- U23-Weltmeisterschaft – Straßenrennen
- U23-Europameisterschaft – Straßenrennen